# Црни Луг (Исток)
Црни Луг (алб. Carallukë) је насеље у општини Исток на Косову и Метохији. Налази се десетак километара североисточно од Пећи.
Процењује се да је садашњи број становника око 500 и да су сви Албанци.

## Старо гробље са столетним храстом
Гробље у Црном Лугу припада највећим и најстаријим српским гробљима у Метохији. Настало је током 15-16. века око остатака црквене грађевине. Сачињава га неколико десетина врло великих камених надгробних обележја у виду плоча или крстова. Већина је рађена од бањског мермера. Ово гробље се од 1964. налази на листи споменика културе Републике Србије.